# Adam Gradén
Adam Gradén, född 11 februari 1989, är en svensk fotbollsspelare.

## Klubbkarriär

### IK Brage
Gradéns moderklubb är Gagnefs IF, som han lämnade 2006 för IK Brage. Efter ett år i juniorlaget blev Gradén inför säsongen 2007 uppflyttad i A-laget. Gradén spelade 20 matcher och gjorde ett mål i Division 2 Norra Svealand 2007, där Brage slutade på första plats och blev uppflyttade till Division 1. Han spelade 15 matcher och gjorde två mål i Division 1 Norra 2008. Säsongen 2009 spelade Gradén 25 matcher och gjorde ett mål. Brage slutade på andraplats och fick kvala mot Qviding FIF om en plats i Superettan 2010. Han spelade båda kvalmatcherna som Brage vann med sammanlagt 3–1 och därmed säkrade en uppflyttning.
Säsongen 2010 spelade Gradén 24 ligamatcher. Säsongen 2011 spelade han 27 ligamatcher, en cupmatch och två nedflyttningskvalmatcher mot IF Sylvia. Säsongen 2012 spelade Gradén 29 ligamatcher och en cupmatch. Säsongen 2013 spelade han 27 ligamatcher och fyra cupmatcher. Säsongen 2014 spelade Gradén 23 ligamatcher.

### IK Frej
I januari 2015 värvades Gradén av IK Frej, där han skrev på ett tvåårskontrakt. Säsongen 2015 spelade Gradén 28 ligamatcher och gjorde ett mål, en cupmatch samt två nedflyttningskvalmatcher mot Akropolis IF. Säsongen 2016 spelade han 28 ligamatcher och fyra cupmatcher. Säsongen 2017 spelade Gradén 25 ligamatcher och två nedflyttningskvalmatcher mot Akropolis IF.

### Brommapojkarna
I december 2018 värvades Gradén av IF Brommapojkarna, där han skrev på ett tvåårskontrakt. Efter endast en säsong lämnade Gradén klubben.

## Landslagskarriär
Gradén debuterade för Sveriges U19-landslag den 13 september 2007 i en 0–0-match mot Turkiet, där han blev inbytt i den 86:e minuten mot Christoffer Carlsson. Gradén spelade totalt endast en landskamp.

## Karriärstatistik
| Klubb              | Säsong             | Liga                      | Liga    | Liga | Svenska cupen | Svenska cupen | Övrigt  | Övrigt | Totalt  | Totalt |
| Klubb              | Säsong             | Division                  | Matcher | Mål  | Matcher       | Mål           | Matcher | Mål    | Matcher | Mål    |
| ------------------ | ------------------ | ------------------------- | ------- | ---- | ------------- | ------------- | ------- | ------ | ------- | ------ |
| IK Brage           | 2007               | Division 2 Norra Svealand | 20      | 1    | —             | —             | —       | —      | 20      | 1      |
| IK Brage           | 2008               | Division 1 Norra          | 15      | 2    | —             | —             | —       | —      | 15      | 2      |
| IK Brage           | 2009               | Division 1 Norra          | 25      | 1    | —             | —             | 2       | 0      | 27      | 1      |
| IK Brage           | 2010               | Superettan                | 24      | 0    | —             | —             | —       | —      | 24      | 0      |
| IK Brage           | 2011               | Superettan                | 27      | 0    | 1             | 0             | 2       | 0      | 30      | 0      |
| IK Brage           | 2012               | Superettan                | 29      | 0    | 1             | 0             | —       | —      | 30      | 0      |
| IK Brage           | 2013               | Superettan                | 27      | 0    | 4             | 0             | —       | —      | 31      | 0      |
| IK Brage           | 2014               | Division 1 Norra          | 23      | 0    | 0             | 0             | —       | —      | 23      | 0      |
| IK Brage           | Totalt             | Totalt                    | 190     | 4    | 6             | 0             | 4       | 0      | 200     | 4      |
| IK Frej            | 2015               | Superettan                | 28      | 1    | 1             | 0             | 2       | 0      | 31      | 1      |
| IK Frej            | 2016               | Superettan                | 28      | 0    | 4             | 0             | —       | —      | 32      | 0      |
| IK Frej            | 2017               | Superettan                | 25      | 0    | 0             | 0             | 2       | 0      | 27      | 0      |
| IK Frej            | 2018               | Superettan                | 24      | 0    | 0             | 0             | —       | —      | 24      | 0      |
| IK Frej            | Totalt             | Totalt                    | 105     | 1    | 5             | 0             | 4       | 0      | 114     | 1      |
| IF Brommapojkarna  | 2019               | Superettan                | 24      | 0    | 2             | 0             | —       | —      | 26      | 0      |
| Totalt i karriären | Totalt i karriären | Totalt i karriären        | 319     | 5    | 13            | 0             | 8       | 0      | 340     | 5      |

1. ↑  Uppflyttningskvalmatcher mot Qviding FIF.[6][7]
2. ↑  Nedflyttningskvalmatcher mot IF Sylvia.[15][16]
3. ↑  Nedflyttningskvalmatcher mot Akropolis IF.[17][18]
4. ↑  Nedflyttningskvalmatcher  mot Akropolis IF.[19][20]